# Горлівсько-Єнакієвська агломерація
Го́рлівсько-Єна́кієвська агломерація — агломерація з центром у місті Горлівка.
Головні чинники створення і існування агломерації: центр вугледобувного району. З початком збройного конфлікту втратила свою цілісність. Наразі Бахмутський район відділений лінією розмежування.
Особливість агломерації є те, що в процесі територіального розвитку відбувалося злиття з найближчими населеними пунктами (селищами міського типу і селами), межі Горлівки і Єнакієвого підійшли впритул одна до одної.
Складається з міст Горлівки, Єнакієвого, Дебальцевого Горлівського району і Бахмутського району.
Приблизні статистичні дані (2001 р.)
- Чисельність населення — 782,7 тис. осіб.
- Площа — 2 708 км².
- Густота населення — 289,0 осіб/км².

Горлівка — центр вугледобувної, машинобудівної, хімічної, а з 1970-х років і центром легкої промисловості, значним транспортним вузлом з 2 залізничними станціями — Микитівка і Горлівка у межах міста.
Єнакієве — центр вугледобувної і металургійної промисловості.
Значними містами-супутниками є Торецьк і Вуглегірськ, де переважає вугледобувна промисловість. До агломерації входять й менш значні населені пункти — місто Бунге, селища міського типу Булавинське, Софіївка (що фактично злилося з Єнакієвим), Корсунь, Ольховатка, Гольмівське, Зайцеве, Пантелеймонівка та ін.